# 대우 씨에로
대우 씨에로(Daewoo Cielo)는 르망의 파생형 승용차이다. 세단 타입은 씨에로, 해치백 타입은 넥시아라는 차명으로 판매되었다. 차명인 씨에로는 스페인어로 '하늘'이라는 뜻으로, '하늘처럼 푸른 꿈과 야망을 지닌 현대인에게 운전의 줄거움을 주는 차'를 의미한다. 또한 넥시아는 'Next Generation Idea'에서 따온 것으로, '성능과 안전도를 중시하는 유럽인들에게 이상적인 만족감을 제공해 주는 차'를 의미한다. 어느 정도 팔리기는 했지만 르망만큼의 인기는 끌지 못했다. 현재는 폐차와 수출 등 노후화로 인해 보기 상당히 힘들다.

## 개요
1994년 5월 23일에 세단 타입의 씨에로가 출시되었다.  
당시 현대 뉴 엑셀을 닮았다는 말과, 재탕했다는 비판이 많았다. 당초 르망의 페이스리프트 차종으로 기획되었으나, 기존 르망의 인기로 인하여 계획 변경으로 르망을 보다 고급화하여 르망과 에스페로 사이에 위치시켰다. 
2년 6개월 간의 개발 기간과 450억 원의 개발 비용이 소요되었고, GM과 결별 후에 자체 기술에 의하여 독자 개발한 첫 차종이다. GX 트림과 RX 트림으로 나뉘었다.
RX 트림에는1.5L DOHC 엔진이 선택 사양으로 있었는데, 이는 기존 르망 RTi 트림에서 재편된 것이다.  
1995년 3월에는 해치백 타입으로 넥시아가 출시되었는데, 루프 안테나가 적용된 점은 기존의 르망 레이서 및 르망 펜타 5와 다른 점이다. 같은 해 4월 24일에는 대한민국산 차로는 최초로 국제 자동차 연맹이 공인하는 국제 랠리에서 우승을 차지하였다.
1996년 11월에 르망과 씨에로의 통합 후속 차종인 라노스가 출시되어 씨에로와 넥시아는 1997년 2월에 단종되었다. 
이때부터 1991년 당시 대우자동차가 우즈베키스탄에 우즈베키스탄 정부와 5:5 합작으로 설립한 현지 공장에서 페이스 리프트를 거쳐 2016년까지 생산하였으며, 이후 젠트라 기반의 차량이 자리를 대체하였다. 
대한민국에서는 기존 르망과 큰 차별성이 없다는 이유로 판매가 부진한 편이었으나, 동부 유럽 국가에서는 판매량이 많았다. 동부 유럽에서의 인기에 대우자동차는 라노스 아랫급의 저가형 모델로 개편하고 후속 차종을 개발하려 했으나, 모종의 이유로 불발되었다.

## 제원

### 씨에로
- 전장(mm) : 4,480
- 전폭(mm) : 1,663
- 전고(mm) : 1,362
- 축거(mm) : 2,520
- 윤거(전, mm) : 1,400
- 윤거(후, mm) : 1,406
- 승차정원 : 5명

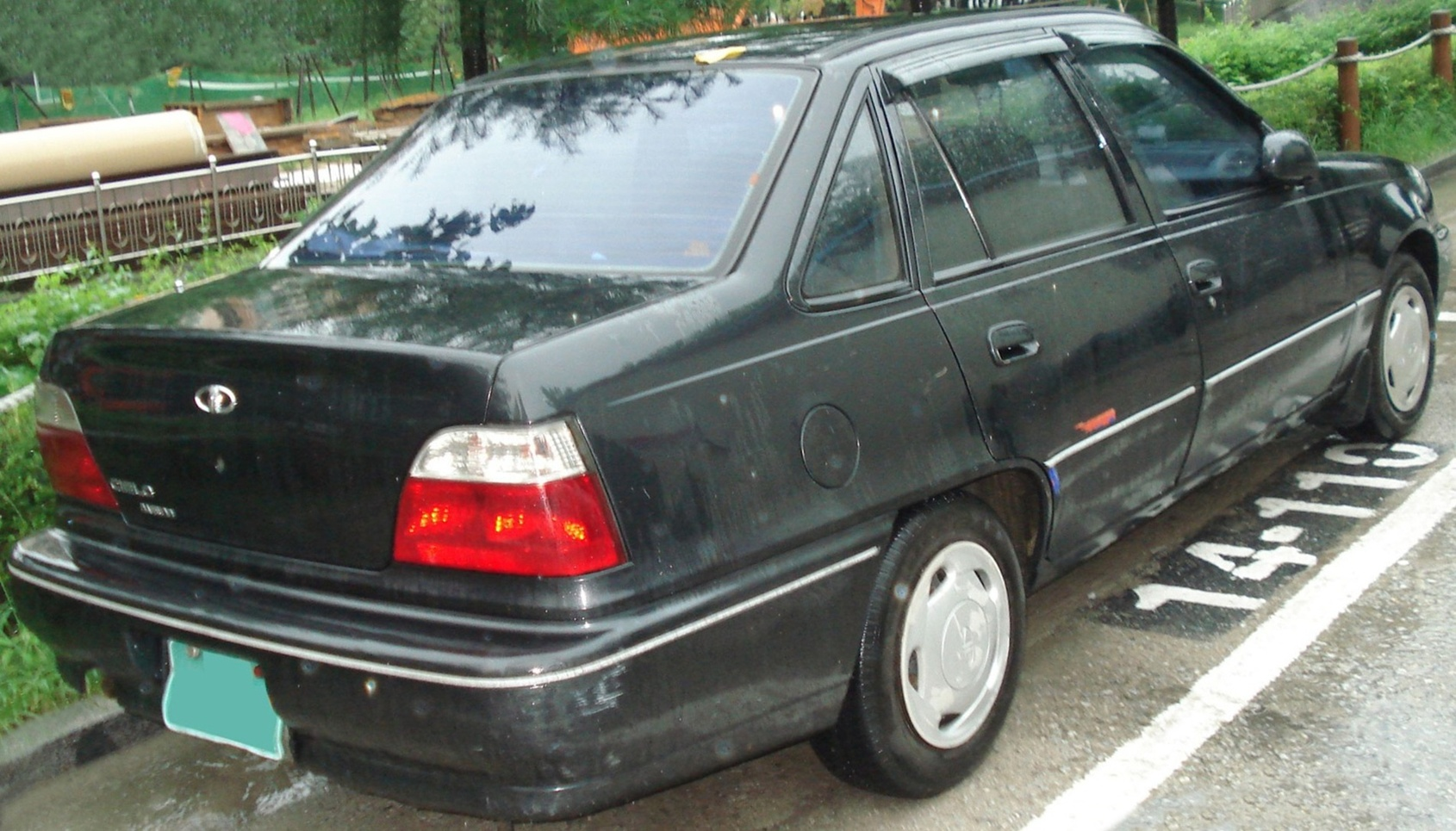
대우 씨에로 후측면

- 변속기 : 수동 5단/자동 3단/자동 4단
- 구동형식 : 전륜 구동

| 구분               | 1.5 SOHC               | 1.5 DOHC               |
| ------------------ | ---------------------- | ---------------------- |
| 엔진 형식          | G15MF                  | A15MF                  |
| 연료               | 가솔린                 | 가솔린                 |
| 배기량(cc)         | 1,498                  | 1,498                  |
| 최고출력(ps/rpm)   | 90/5,400               | 100/5,000              |
| 최대토크(kg*m/rpm) | 13.9/3,400             | 14.8/3,400             |
| 연비(km/l)         | 15.2(수동)/ 12.7(자동) | 15.1(수동)/ 12.5(자동) |

### 넥시아
- 전장(mm) : 4,260
- 전폭(mm) : 8,993
- 전고(mm) : 1,362
- 축거(mm) : 2,520
- 윤거(전, mm) : 1,400
- 윤거(후, mm) : 1,406
- 승차정원 : 5명

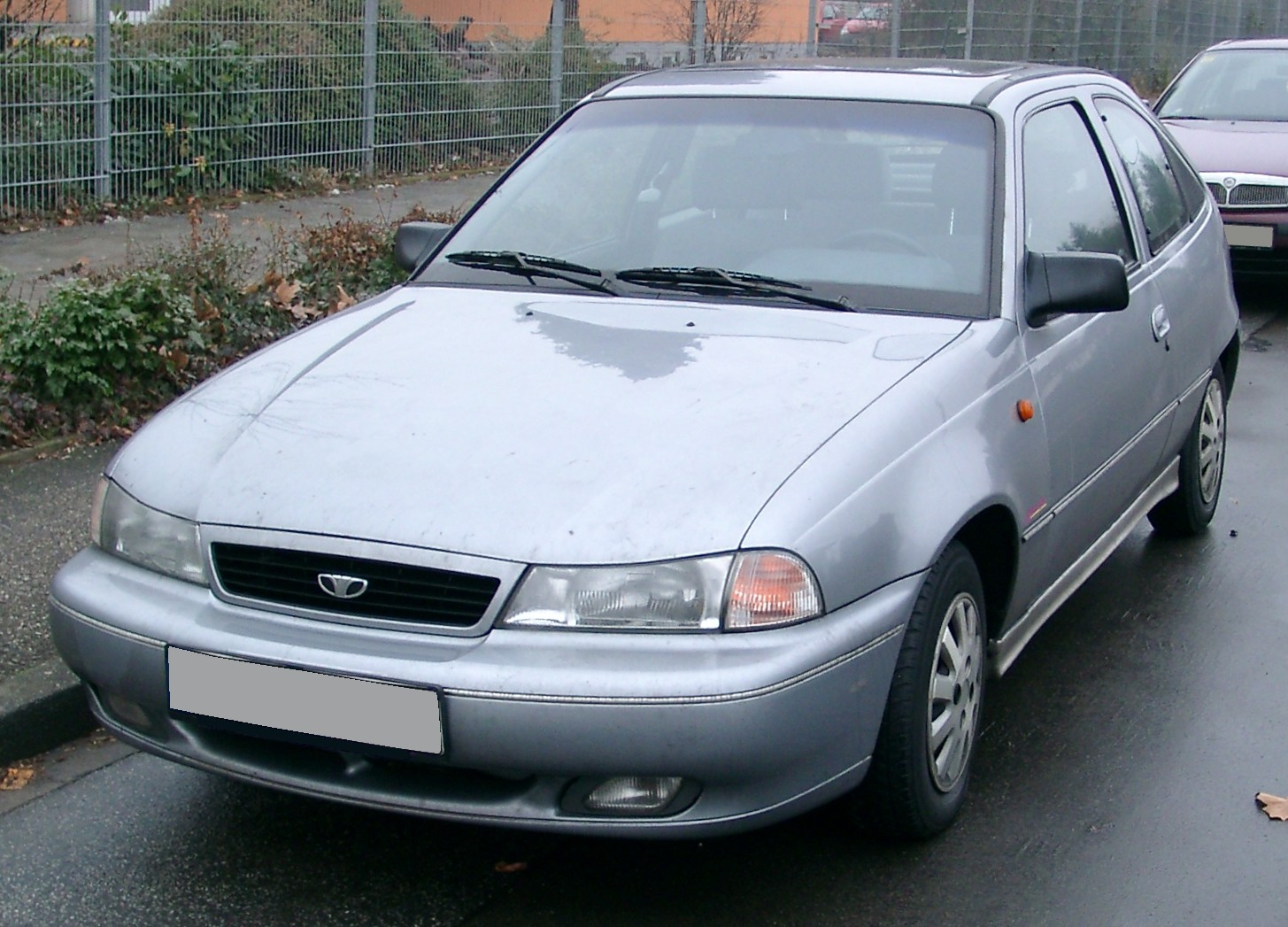
대우 넥시아(3도어) 정측면

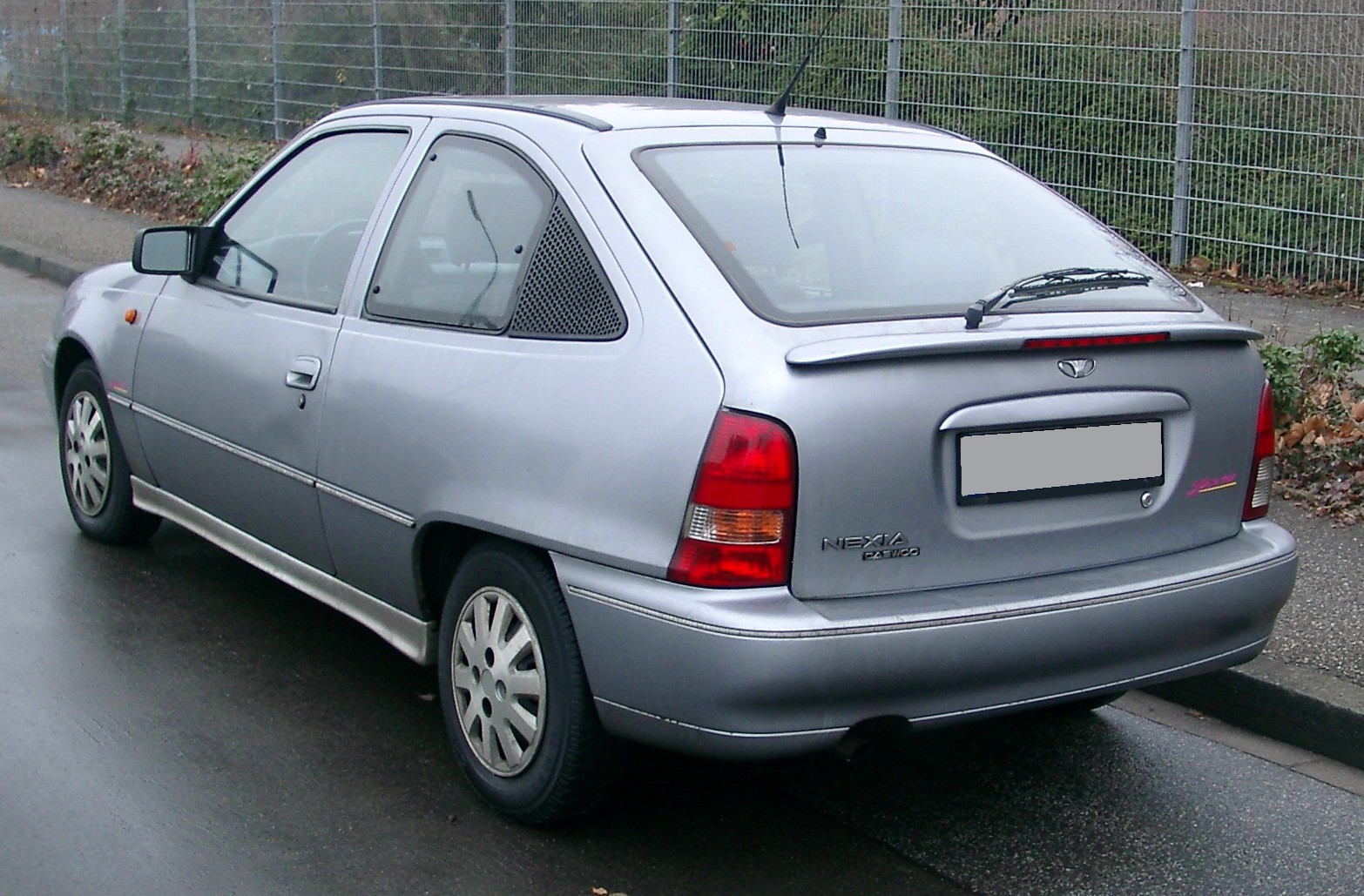
대우 넥시아(3도어) 후측면

- 변속기 : 수동 5단/자동 3단/자동 4단
- 구동형식 : 전륜 구동

| 구분               | 1.5 SOHC   |
| ------------------ | ---------- |
| 엔진 형식          | G15MF      |
| 연료               | 가솔린     |
| 배기량(cc)         | 1,498      |
| 최고출력(ps/rpm)   | 90/5,400   |
| 최대토크(kg*m/rpm) | 13.9/3,400 |
| 연비(km/l)         | 15.1(수동) |

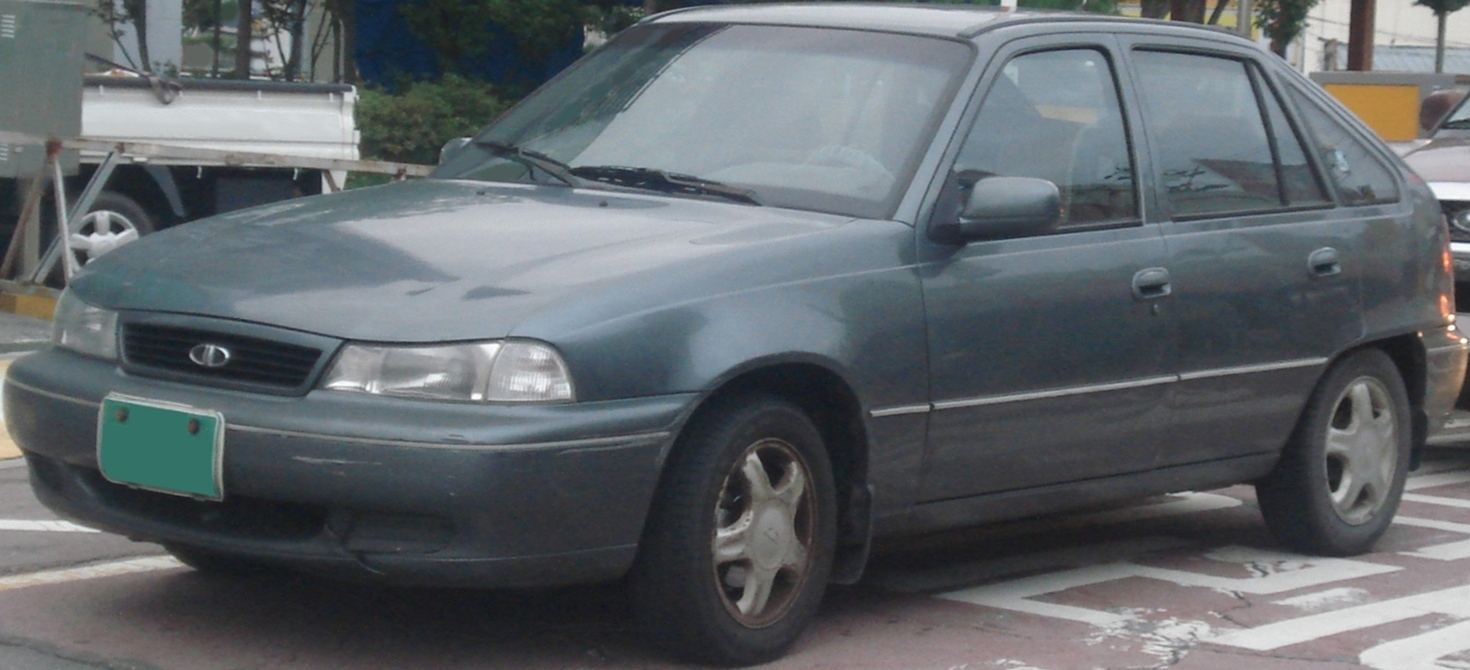
대우 넥시아(5도어) 정측면
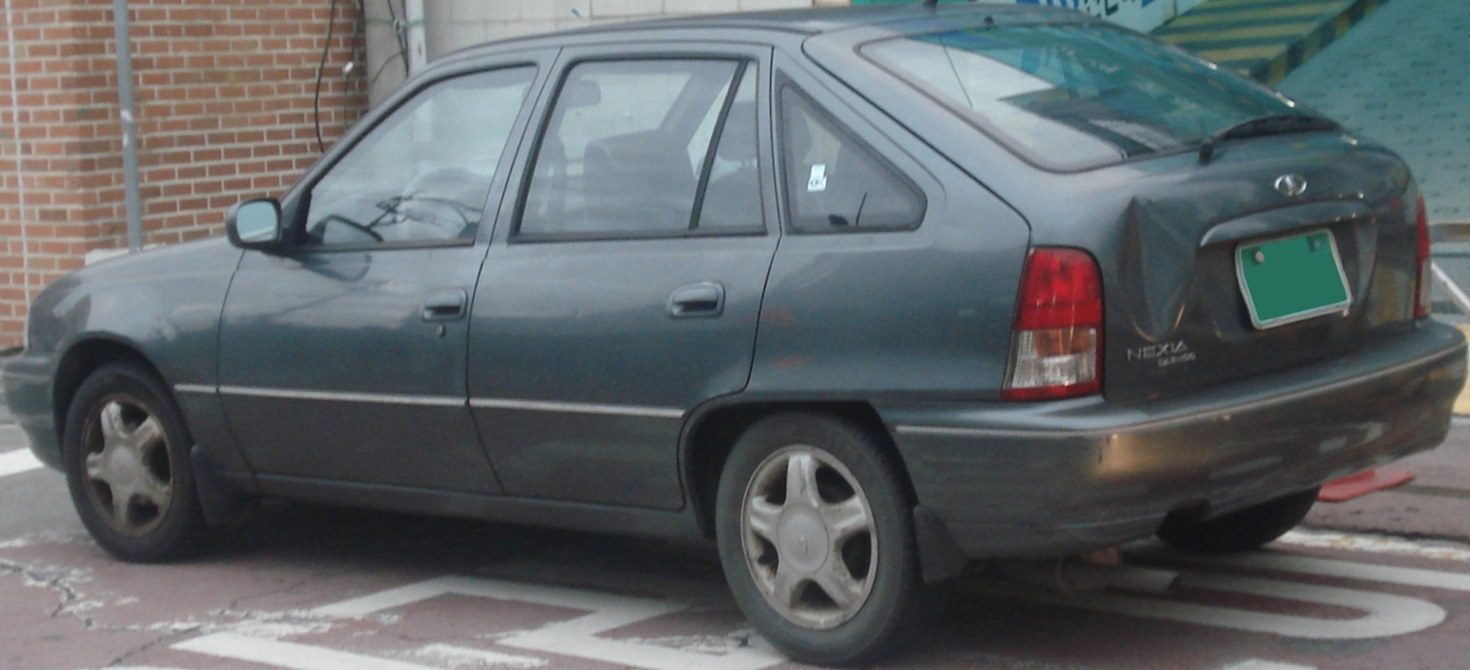
대우 넥시아(5도어) 후측면